# Джонс, Стив (музыкант)
Стивен Филип Джонс (англ. Stephen Philip «Steve» Jones, род. 3 сентября 1955 года, Шеффердс Буш, Лондон) — британский рок-гитарист и певец, наибольшую известность получивший как один из основателей и гитарист панк-группы Sex Pistols.

## Биография

### Детство
Стив Джонс родился в районе Шеффердс Буш, округ Хаммерсмит-энд-Фулхэм, в Лондоне. Особое влияние на него оказали группы Iggy & The Stooges, и имидж групп глэм-рока как Roxy Music и David Bowie.
Он был единственным ребёнком. Его отец, боксёр-любитель оставил сына, когда тому было два года.
Вплоть до двенадцати лет, он рос в Хаммерсмите с молодой матерью, которая работала парикмахером; дедушкой и бабушкой. Затем он переселился на Бенбоу роуд в Шеффердс Буш с матерью и отчимом, где они жили в однокомнатной квартирке. В своей автобиографии «Одинокий мальчик» он рассказал , что подвергся сексуальному насилию со стороны своего отчима 
Ещё подростком Джонс был клептоманом, который накопил четырнадцать преступных судимостей и был предметом надзора совета. Он провел один год в месте предварительного заключения, про которое он говорил, что это лучше чем находиться дома, кроме того заявил что Sex Pistols спасли его жизнь от преступной деятельности. Он был также членом хулиганской фирмы QPR, где из-за участия в футбольных беспорядках получил ещё несколько судимостей.

### Карьера
В начале 1970-х годов Джонс основал группу The Strand (названную в честь песни Roxy Music) с Полом Куком и Валли Найтингейлом. The Strand, где Джонс учился играть на гитаре, была предшественником Sex Pistols. После ухода Найтингейла в середине 70-х группа переименовалась в The Swankers.
В 1975 Джонс создал Sex Pistols с Полом Куком, Гленом Мэтлоком, позже к ним присоединился Джонни Роттен. Sex Pistols, выпустившие лишь один студийный альбом, остались в истории как одна из самых влиятельных рок-групп XX века.
Джонс — гитарист-самоучка. Его первой электрогитарой был Гибсон Лес Пол сливочного цвета (изначально белого цвета, как и большинство гитар Gibson того времени с течением времени и под влиянием окружающей среды цвет немного поменялся), которую (согласно «The Filth and the Fury») он украл у Мика Ронсона на концерте Дэвида Боуи. Тогда он и другие участники Sex Pistols изобразив членов дорожной команды, похитили усилители и другое оборудование. Билл Пирс, звукоинженер Never Mind the Bollocks, Here’s the Sex Pistols, считал Джонса одним из самых точных гитаристов, с которыми он когда-либо работал, подразумевая, что его аккорды и попадания в ритм были безупречны. Он также использует гитары Hamer (предположительно модели Studio, формой повторяющей Gibson Les Paul Double Cutaway), и предпочитает классические белые Les Paul как та первая гитара, как заявлено в Guitar Hero 3: Legends of Rock Sex Pistols и Burny формы Les Paul.
Джонс стал известным среди поклонников «носовым платком на голове», и своим постоянным перманентом. Он также разделил чрезвычайную неприязнь Джонни Роттена к подруге Сида Вишеса, Нэнси Спанджен. В «Filth and the Fury» он говорил о ней — как «та гребаная ужасная девка» (англ. that fucking horrible bird).
После того как Sex Pistols распались в 1978, Джонс и барабанщик Пол Кук основали группу The Professionals. Они выпустили один альбом, но расформировались после серьёзной автокатастрофы в туре по США в 1981, выпустив лишь один альбом, I Didn't See It Coming. Джонс был также членом Chequered Past (во главе с Майклом Дес Барресом) с 1982 до 1985 года. В 1984 году они выпустили одноименный альбом.
Джонс параллельно с работой в Sex Pistols вместе с Куком писался на соло альбоме Джонни Тандерса So Alone.
Siouxsie and the Banshees размышляли некоторое время, чтобы нанять Джонса после ухода двух из их оригинальных участников. Репетиции имели место в начале 1980, и Джонс сделал запись частей гитарных партий на трех песнях альбома Kaleidoscope. Но дело не зашло дальше простой сессионной записи.
Джонс также играл с Thin Lizzy, Joan Jett, Adam Ant, Bob Dylan, Iggy Pop, Andy Taylor, Megadeth, Neurotic Outsiders и имел сольную карьеру в 1980-х и в начале 1990-х. Его песня «Mercy», с одноимённого альбома, использовалась в эпизоде популярного в то время телевизионного сериала Полиция Майами, и включена на диск с саундтреком к шоу. В 1989 он выпустил ещё одну работу, Fire and Gasoline, где пел и играл на гитаре. Участие в записи принимали участие также бас-гитарист Терри Найлс и барабанщик Микки Карри (Bryan Adams, Hall & Oates, Alice Cooper).
Стив Джонс был приглашенной звездой в эпизоде телевизионной комедии «Розанна».
В 1992 году возник проект Fantasy 7, более известный как F7: группа провела несколько концертов в Лос-Анджелесе и Южной Америке, вместе с Марком Маккоем.
В 1996 году Джонс сформировал группу, названную Neurotic Outsiders. В её состав, кроме него, вошли Дафф МакКаган (Guns N’ Roses), Мэтт Сорум (Guns N’ Roses) и Джон Тэйлор (Duran Duran). В 1996 они выпустили альбом с идентичным названием группе.
В 2004 году принял участие в концерте, посвящённому 30-летию The Ramones — «Too Tough to Die». В октябре 2018 года Джонс совместно с Полом Куком (Sex Pistols), Билли Айдолом и Тони Джеймсом (Generation X) дали совместное выступление в клубе Roxy, Западный Голливуд, под именем «Generation Sex».
В 2019 году у музыканта случился инфаркт.